# Potresna varnost v Sloveniji
Slovenija leži na potresno dejavnem območju. Slovenijo je v preteklosti doletelo več močnih potresov, med njimi pa so bila obdobja relativne odsotnosti občutne potresne dejavnosti. Okoli tretina prebivalcev Slovenije živi na območjih, ki jih lahko prizadane močan rušilni potres. Do leta 1964 v Sloveniji praktično ni bilo veljavnih predpisov o potresno varni gradnji; prvi so bili uveljavljeni tega leta, novejši leta 1981, najsodobnejši pa so obvezni za vse zgradbe od leta 2008. Stavb, ki so oporečne s stališča potresne varnosti, je v Sloveniji okoli 12 % oz. okoli 60.000, v njih pa biva približno vsak osmi prebivalec. Najbolj potresno ranljivo območje države je Ljubljanska regija. Med potresno ogrožene stavbe spadajo tudi zgradbe v javni lasti, med katerimi je več deset šol. Protipotresno prenovo pri stavbah v zasebni lasti ovira zahteva soglasje vseh lastnikov stavbe. Problematične so nezakonite gradnje, pri katerih se ob izgradnji varnostnih predpisov ni upoštevalo. Hujši potres bi lahko v Sloveniji povzročil več milijard evrov škode in več sto smrtnih žrtev. Za protipotresno prenovo vseh stavb v Sloveniji bi bilo treba tekom 30 let vsako leto nameniti več sto milijonov evrov sredstev. Jedrska elektrarna Krško glede na dosedanjo stopnjo potresne aktivnosti v regiji ni potresno ogrožena. 

## Zgodovina
Prve smernice za potresnovarno gradnjo so nastale po potresu leta 1895 v Ljubljani. Do leta 1964 v Sloveniji praktično niso obstajali predpisi o potresno varni gradnji. Stavbe, ki so bile deloma ali v celoti zgrajene pred letom 1964, prestavljajo okoli 12 % karakterističnega državnega stanovanjskega fonda oz. okoli 60.000 stavb, v njih pa biva okoli 250.000 ljudi. Večina stavb, zgrajenih med koncem 2. svetovne vojne in letom 1964 je rezultat hitre in pomankljive gradnje s slabimi gradbenimi materiali. Povod za uveljavitev prvih potresnovarnostnih predpisov je bil potres v Skopju leta 1963. Predpisi, ki so stopili v veljavo leta 1964, stavbam zagotavljajo zgolj delno potresno varnost, ki ne ustreza sodobnim varnostnim standardom. Velika večina teh stavb, zgrajenih pred letom 1964, ni bila od izgradnje nikoli protipotresno ojačana.
Velik napredek v potresni varnosti v Sloveniji so predstavljali predpisi, ki so bili uveljavljeni leta 1981. Sodobni protipotresni standardi Evrokod so v Sloveniji obvezni od leta 2008 dalje. Stavbe, grajene od leta 2008 dalje, so zato v Sloveniji visoko potresno odporne. Slovenija je bila prva država, ki je začela uveljavljati evropski standard za potresno odporno projektiranje (Evrokod 8).

### Škoda ob potresih
Slovenijo so v preteklosti že večkrat prizadeli močni potresi, ki pa se vrstijo periodično z daljšimi obdobji brez občutne potresne aktivnosti.
Najmočnejši potres na območju slovenije se je zgodil 26. marca 1511 z epicentrom v okolici Idrije in magnitudo 6,8, sledil pa mu je še močnejši sunek (magnitude več kot 7) z epidentrom v Italiji. Zaradi potresov je na območju Slovenije umrlo okoli 3.000 ljudi. Zaradi potresov so bili poškodovani ali uničeni številni slovenski gradovi (med drugim tudi Blejski grad), idrijski rudnik živega srebra pa je bil zaradi potresa neobratujoč še šest let.
Ljubljansko regijo je 14. aprila 1895 prizadel potres magnitude 6,1. Največje učinke je potres dosegel na območju mesta Ljubljane, Ljubljanskega barja in severno do Vodic. Največje poškodbe so nastale v premeru 18 km, od Iga do Vodic, manjše pa v radiju okoli 50 km. V Ljubljani je pod ruševinami (padajočimi dimniki, strešniki in stropi) umrlo sedem ljudi, v Vodicah pa trije. Nekaj ljudi je umrlo tudi med reševanjem. V potresu je bilo poškodovanih okoli 10 % zgradb, ki so bile posledično večinoma porušene. Zaradi potresa so bile uveljavljene prve smernice za potresnovarno gradnjo, v Ljubljani pa je začela obratovati prva potresna opazovalnica na območju avstro-ogrske monarhije.
Potres 6. maja 1976 v Posočju je na območju največ škode povzročil v Breginjskem kotu, Kobaridu in Tolminu; ponekod je 80% prebivalcev ostalo brez domov.
Potres 12. aprila 1998 v Zgornjem Posočju je imel magnitudo 5,6 velja za enega najsilovitejših potresov 20. stoletja z žariščem v Sloveniji.
Potres 29. decembra 2020 z epidentrom na Hrvaškem je v Sloveniji povzročil nekaj materialne škode (streh, dimnikov, pročelj fasad, razpok v stenah, odpadanje ometa, ipd.), med drugim je nekaj škode utrpela tudi predsedniška palača. V Mariborski regiji je bila prekinjena oskrba z elektriko. Prekinjena je bila tudi seja DZ in delovanje upravnih enot Ptuj in Maribor. Telesnih poškodb ni bilo zabeleženih.

## Pregled
Slovenija leži na zelo potresno dejavnem in nevarnem območju. Skoraj 34 % prebivalcev Slovenije živi na območjih, kjer obstaja nevarnost močnih rušilnih potresov. Potresno ogroženih je med 20.000 in 56.000 objektov.
Potresna varnost stavb je pretežno odgovornost lastnikov in/ali izvajalcev. Za izvršbo protipotresnih ukrepov je glede na trenutno zakonodajo potrebna soglasna podpora lastnikov, kar pogosto prestavlja oviro za protipotresno prenovo. Lastniki, najemniki in (potencialni) kupci stanovanj v Sloveniji nimajo na razpolago standardiziranih ocen potresne varnosti objektov (za razliko od npr. energetske varčnosti zgradb). Ob projektiranju pred izgradnjo predstavlja potresna analiza zaradi zahtevnosti dodaten strošek, zaradi česar projektanti, ki potresno analizo zanemarjajo, izpadejo bolj cenovno ugodni in so zato bolj konkurentni. Novejša zakonodaja pa ne zahteva neodvisne presoje mehanske odpornosti in stabilnosti niti pri najzahtevnejših gradnjah, zaradi česar vsa odgovornost sloni zgolj na samem izvajalcu, morebitne nepravilnosti pa se pokažejo šele ob potresih.
Glede na sodobne predpise morajo imeti vse zgradbe za zagotavljanje potresne varnosti na vogalih protipotresne vezi (običajno armiranobetonske vogale), navpične in vodoravne vezi in pa zadostno količino nosilnih elementov (običajno nosilni zidovi iz zidakov pri enostanovanjskih zidanih hišah in armiranobetonske stene in okvirji pri večnadstropnih). Potresne ogroženosti objektov ni mogoče enoznačno oceniti; varnost posameznega objekta je odvisna od prvotne izgradnje, rabe, vzdrževanja, rekonstrukcij, morebitnih spornih posegov v konstrukcijo, in pa specifičnih okoljskih vplivov in terena. Načeloma so bolj sporni stari, dotrajani in slabo vzdrževani objekti, še posebej tisti, grajeni med 2. svetovno vojno in letom 1964, ko so začeli veljati prvi predpisi za potresno odporno gradnjo (še posebej večstanovanjske zidane stavbe in stanovanjski bloki z tremi ali več nadstropji), pa tudi tisti, grajeni pred letom 1981. Po besedah dežurnega seizmologa agencije Arso so stolpnice, grajene v zadnjih dveh desetletjih 20. stoletja z izjemo dveh ali treh stolpnic absolutno varne. V stolpnicah lahko potresno odpornost zmanjša naknadno izdelovanje odprtin v etažah, še posebej v spodnjih nastropjih, kjer je delovanje potresnih sil največje.
Sporne so tudi nekatere novejše zgradbe, ki so bile grajene nelegalno (tj. brez gradbenega dovoljenja oz. neskladno s projektno dokumentacijo). Po nekaterih ocenah je takih objektov skoraj pol milijona. Veljavna zakonodaja omogoča hitro legalizacijo nelegalno grajenih objektov, brez presoje mehanske odpornosti in stabilnosti.

### Stanje po regijah
Ljubljana in severozahodni del Slovenije oz. Ljubljana z okolico in krško ter posoško območje veljajo za potresno najbolj ogroženi predeli države. V Ljubljani je potresno nevarnih zgradb prek 2.000, v Mariboru (ki sicer ni zelo potresno ogrožen) pa okoli 550. Natančne formalne analize potresne ogroženosti v mnogih slovenskih mestih še niso bile izdelane (tudi v tistih na bolj potresno ogroženih območjih).

#### Ljubljana
Ljubljana glede na potresno ogroženost in število oporečnih stavb velja za potresno najbolj ranljivo območje Slovenije. Izsledki raziskave programske skupine potresnega inženirstva so pokazali, da bi potres magnitude 6,1 (kakeršen je Ljubljano prizadel leta 1895) v Ljubljani terjal več sto življenj in samo na stavbah povzročil 7 milijard evrov škode (poleg tega pa bi nastala tudi dodatna škoda na preostali mestni infrastrukturi). Po ocenah podjetja InnoRenew CoE in Univerze na Primorskem bi rušilni potres na območju ljubljanske regije povzročil najmanj 7 milijard evrov škode, brez bivališča pa bi ostalo 30-70% prebivalcev. V primeru potresa magnitude 6,3 bi bilo v Ljubljani neposredno prizadetih 30.000 ljudi, precej stavb bi bilo delno uporabnih, nekatere pa neuporabne/porušene.
V raziskavi 15 stolpnic v središču Ljubljane, zgrajenih med leti 1959 in 1965 (ko predpisi o protipotresni gradnji še niso bili v veljavi), so bile vse od stolpnic spoznane za neprimerne. Vse bi bilo najbolj smotrno porušiti, protipotresna prenova z notranjo (pri opečnatih stolpnicah) oz. zunanjo (pri stolpnicah z monolitnimi betonskimi stenami) utrditvijo pa je izvedljiva pri 10 od teh stolpnic. Protipotresna prenova bi v povprečju stala 5 milijonov evrov na stolpnico oz. 110 tisoč evrov na stanovanjsko enoto, medtem ko bi nadomestne novogradnje stale v povprečju nekaj manj kot 8 milijonov evrov oz. 180 tisoč evrov na gospodinjstvo. Dandanes takšen način izgradnje, značilen za sporne stolpnice, ni dovoljen niti za nizke objekte.
Po mnenju prof. dr. Matjaža Dolška, sicer profesorja gradbeništva in raziskovalca potresne varnosti, naj bi bile (za razliko od zgradb v stari Ljubljani) najbolj sporne visoke zgradbe in nekateri objekti znanih arhitektov, ki so bili grajeni po sistemu mehke etaže, ki so bili med koncem 2. svetovne vojne in uveljavitvi prvih protipotresnih ukrepov leta 1964.

### Javne zgradbe
Med potresno neodpornimi stavbami v Sloveniji so številna poslopja v javni lasti, med drugim okoli 39 šol (od tega 14 ljubljanskih šol). Pri javnih ustanovah pri prenovi ni ovir lastnikov, tako kot pri objektih v zasebni lasti. Kljub temu za razliko od mnogih drugih držav v Sloveniji ni sistematičnega pristopa k potresno-varnostni prenovi šol in bolnišnic. Morebitno protipotresno prenovo izobraževalnih objektov dodatno olajšuje dejstvo, da ti objekti v poletnem času načeloma niso v rabi. Po ocenah podjetja InnoRenew CoE in Univerze na Primorskem je v Sloveniji potrebno protipotresno prenoviti nekatere zdravstvene objekte in mnoge šole ter vrtce.

### Jedrska elektrarna Krško
Potresna odpornost Jedrske elektrarne Krško (NEK) bistveno presega odpornost klasičnih zgradb in presega potresne obremenitve, ki jih je moč pričakovati glede na dotedanje potrese v regiji. NEK je bila že ob prvotni gradnji zasnovana s ciljem potresne varnosti. NEK se prav tako protipotresno vzdržuje in dopolnjuje. NEK je bila načrtovana za nemoteno delovanje med potresi magnitude najmanj 5 in varno zaustavitev ob potresih magnitude najmanj 7, z različnimi izboljšavami pa je danes zagotovljena varna zaustavitev ob potresih najmanj magnitude 8. Primerljivo grajene jedrske elektrarne v tujini so ob potresih dokazale visoko stopnjo protipotresne varnosti. NEK se pri močnejših potresih avtomatsko zaustavi, pri šibkejših pa nadaljuje z neprekinjenim delovanjem. Po potresnih zaustavitvah se pred vnovično priključitvijo opravljajo varnostni pregledi.
Poleg protipotresne varnosti samega objekta jederske elektrarne ob potresu potencialno ogroža še izpad dotoka vode ali elektrike, s čimer se zagotavlja nadaljnje hlajenje zaustavljenega jedra. Z namenom zagotavljanja avtonomnega električnega napajanja v primeru izklopa elektrarne in poškodbe daljnovoda je NEK opravljen s tremi dizelskimi agregati (tretji je bil za zagotavljanje dodatne varnosti dograjen naknadno), NEK pa se je naknadno opremil še z drugimi presežnimi elementi (črpalke, dodatna priključna mesta za dovod hladilne vode), ki zagotavljajo hlajenje ob odpovedi vgrajene opreme.

## Ukrepi in izzivi
Za protipotresno ojačitev vseh ogroženih stavb v Sloveniji bi morali glede na navedbe iz leta 2020 v obdobju 30 let vsako leto nameniti več sto milijonov evrov.
V letu 2020 je Slovenija del kohezijskih sredstev predvidela za potresno utrditev objektov in obveščanje o potresni nevarnosti.
Strokovnjaki pozivajo k sočasni protipotresni in energetski prenovi zgradb. Energetska sanacija zgradb je najbolj oportun čas za sočasno protipotresno sanacijo oporečnih zgradb. Energetska sanacija prav tako prikrije znake konstrukcijske oporečnosti stavb, naknadna protipotresna prenova pa bi zahtevala uničenje in ponovno namestitev novih energetskih sanacij. Država kljub temu nekritično subvencionira tudi energetsko sanacijo potresno nevarnih objektov.
Za okvirno varnostno oceno stavb ob potresu, dostop do baze razpoložljivih ocen potresne varnosti objektov, ocenitev posledic potresa in dostop do drugih orodji za potresno varnost v Sloveniji je na voljo javna spletna aplikacija POTROG.